# Поплавский, Иосиф Иванович

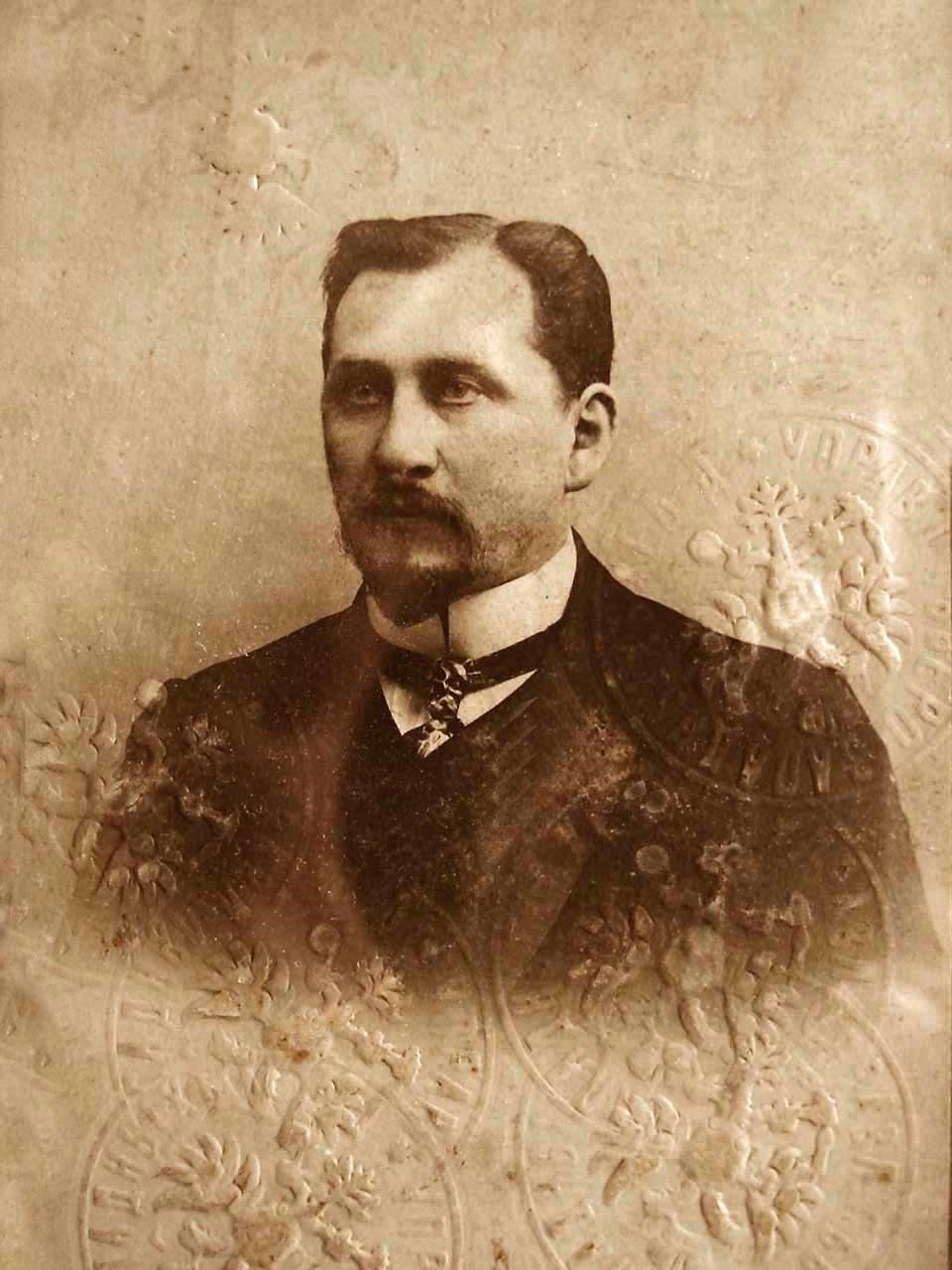
Поплавский Иосиф Иванович 1912 г.

Иосиф Иванович Поплавский (пол. Józef Popławski, 1865 Иркутск, Российская империя — 1943, Ленинград РСФСР, СССР) — юрист, российский чиновник, титулярный советник, представитель Правления Акционерного «Общества Китайско-Восточной железной дороги» (КВЖД) в Окружном суде Санкт-Петербурга и Петрограда, после 1917 г. в Правление КВЖД при Петроградском Окружном Комитете «Служащих путей сообщения», столичный мировой судья, владелец и директор спичечной фабрики «Солнце» в г. Чудово Новгородской губернии.

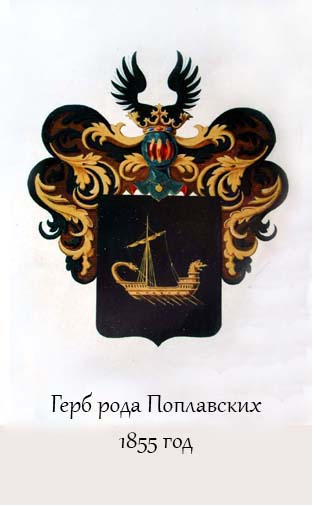

## Биография
Родился 22 июня (04 июля) 1865 года в Иркутске в католической семье потомков древних потомственных дворян «Царства Польского», сосланных на поселение в Сибирь за участие в польских освободительных восстаниях. (Поплавские)
С 1886—1891 г. как дворянин был зачислен, «в ратники ополчения второго разряда при Иркутском Округе по воинской повинности Присутствии». В Российской империи — Ратниками считались военнообязанные запаса 2-й и 3-й очереди, существовали до 1917 года.
После окончания гимназии в Иркутске, поступил учиться на юридический факультет Санкт-Петербургского Императорского университета (1819—1914), который окончил в 1891 г.
С 1891 года служил чиновником по Департаменту Общих дел при Министерстве внутренних дел в Санкт-Петербурге, имел серебряную медаль «В память царствования Императора Александра III».
С 1890—1907 г. директор и совладелец частной семейной спичечной фабрики «Солнце», г. Чудово Новгородской губернии, принадлежавшей его матери с 1889 г.
В 1896 г в Нижнем Новгороде состоялась шестнадцатая Всероссийская промышленная и художественная выставка, где все выставленные предметы были распределены на 14 программ, в 9-ю программу попала спичечная промышленность и фабрика «Солнце» числе других предприятий.  К 1900 г. фабрика стала одной из передовых в Российской империи.  Нижегородская выставка 1896 года в стала крупнейшей дореволюционной выставкой России - на ней были продемонстрировавшей многие Российские достижения. Одновременно с ней была проведена Всероссийская промышленная конференция, организованная на средства выделенные Николаем II, императором России.
В 1891 году Александром III было принято решение о сооружении Транссибирской железной дороги, историческое название — «Вели́кий Сиби́рский Путь», соединяющий европейскую часть России с крупнейшими восточносибирскими и дальневосточными промышленными городами. В дальнейшем строительство дороги было продолжено при Николае II с привлечением частного капитала. Дорога была построена в 1891—1916 годы.
Стратегическое значение строительства Китайско-Восточной железной дороги" (КВЖД) заключалось в том, что официально строительство объявлялось делом исключительно коммерческим (частным) и находилось под контролем Министерства финансов.
В 1895 г. был создан Русско-Китайский банк со средствами Санкт-Петербургского Государственного коммерческого банка и выпущены акции «Общества Китайской восточной железной дороги» (КВЖД). Акционерами общества с пакетами голосующих акций были члены семьи Поплавских: Иван Иванович Поплавский (1860—1935) и Варфоломей-Иосиф Поплавский (1861—1931) — их юридическим представителем являлся Иосиф Иванович.
В 1896 г. в Петербурге состоялись выборы Правления акционерного «Общества КВЖД». В соответствии с уставом общества Иосиф Поплавский, как помощник делопроизводителя юридического отдела в Правлении КВЖД (прися́жный пове́ренный — адвокат в Российской империи при окружном суде или судебной палате) представлял интересы в Окружном суде Санкт-Петербурга (Литейный пр. 4).  В число рассматриваемых судом вопросов входили дела об «отчуждении земель» для отводов под нужды железной дороги и «Обществу КВЖД» предоставлялось право безусловного и исключительного управления своими землями.
В 1896 г. по русско-китайскому оборонительному договору земли, попавшие в «полосу отчуждения», которые пересекала КВЖД в северо-восточной части Китая, передавались в аренду под дорогу и вдоль дороги под управление России. В результате была заключена Российско-китайская конвенция 1898 года.
Китайская восточная железная дорога, однопутная линия принадлежала Российской империи и обеспечивала кратчайший путь для самой длинной в мире железной дороги, Транссибирской магистрали. В проведении изысканий для строительства дороги принимал участие брат Иосифа Ивановича — Варфоломей-Иосиф, инженер путей сообщения и КВЖД. Путь пролегал от сибирского города Чита по Сибирскому тракту до российского порта Владивосток. Отец Иосифа — Иван Варфоломеевич Поплавский служил в Управлении Восточной Сибири и за большой вклад в возвращение Амурских владений России, был награждён орденом Святой Анны 2-й степени.
После революции 1917 г. Иосиф Иванович продолжал служить в Правлении Китайско-Восточной железной дороги (КВЖД), но уже при Петроградском Окружном Комитете «Служащих путей сообщения» советской России.
С 1930—1941 занимался частной адвокатской практикой.
Поплавский И. И. умер в период Второй мировой войны (1939—1945) во время Блокады Ленинграда (ныне — Санкт-Петербург) 10 октября 1943 года (место захоронения тела не указано).

## Семья
Отец — Иван Варфоломеевич Поплавский (1822—1893), ДСС, гласный Иркутской городской думы, Управляющий акцизными сборами Восточной Сибири, меценат и попечитель учебных заведений в Восточной Сибири, Государственный секретарь Российской империи;
Мать — Ядвига Иосифовна (урожд. Венцковская, 1837—1924) потомственная дворянка римско-католического вероисповедания, помещица, владелица чайной плантации в Гудауте (Абхазия) и с 1889 по 1907 год спичечной фабрики «Солнце» (Чудово, Новгородская губерния).
Жена — Ефросинья Ананьевна Фролова (во втором браке — Поплавская) имела в собственности меблированные комнаты «Москва» (современное назв. «Невский Палас») Невский пр. 57 в Санкт-Петербурге, которые она продала в 1914 г., после объявления о вступлении Российской империи в Первую Мировую войну (1914-1918). 
С будущей женой Иосиф Иванович встретился в 1896 г. на XVI Всероссийской выставке в Нижнем Новгороде, которая носила тематический характер, посвященный русской культуре и старине. Главный торговый дворец ярмарки соорудили в стиле древнерусской архитектуры 17 в. Императорский павильон был построен с резными украшениями. Даже почётный караул был в костюмах стрельцов допетровской эпохи.  На фрагменте фотографии того времени, сделанной личным фотографом Великого князя Михаила Романова, Ефросинья Ананьевна запечатлена в русском костюме, как было принято на Руси до 17 века.

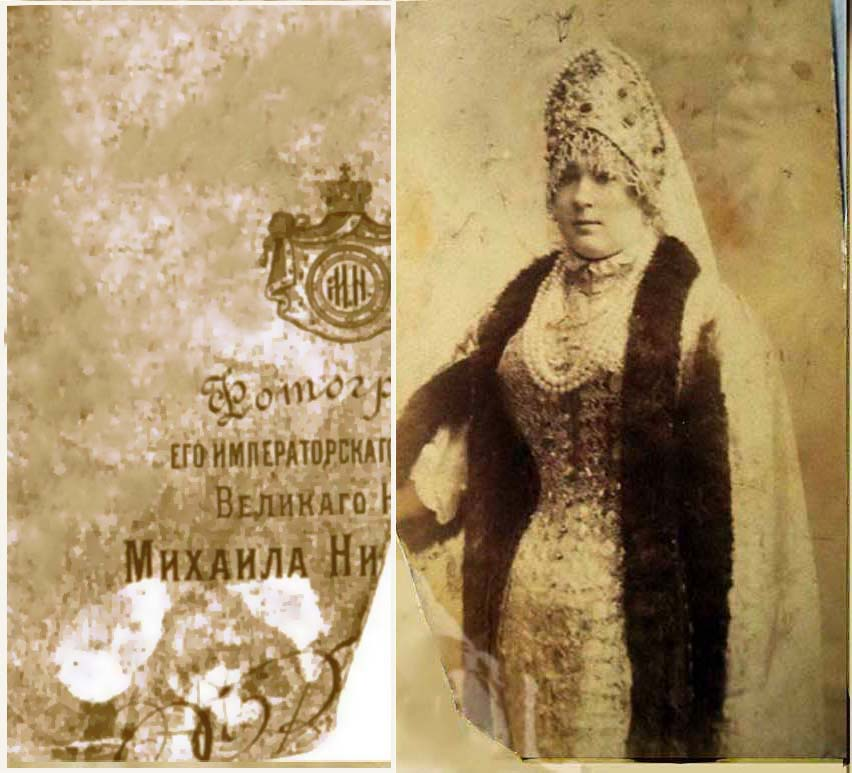
Фролова Ефросинья Ананьевна 1896 г.

В 1896 г. первый брак Ефросиньи Ананьевны Фроловой по причине бездетности был расторгнут через Духовную консисторию Святейшего синода, как Высшую церковно-судебную инстанцию, и она ожидала дозволения Святейшего правительствующего синода на венчание по православному обряду во втором браке.
В 1897 году Иосиф Поплавский, получил у римско-католического священника «Пред брачное свидетельство» для вступления в «Добрачный союз» с православной, согласно Свода Законов Российской Империи, т. 10 ч. 1., отд. I гл. II «О брачном союзе» (ст. 67, ст. 72).
Сын — Владимир родился в 1898 г. в добрачном союзе, и был записан в «Обыскные книги» и «Испове́дную ро́спись» на фамилию православной матери — Фролов, в соответствии с действующим законом о семейном положении в Российской Империи, «Закон о детях», раздела IV п. 3 .
Статус православной веры был юридически закреплен в Основных Законах государства в статье 62, в которой законодательно утверждалось, что «Первенствующая и господствующая в Российской империи вера есть Христианская Православная восточного исповедания». Согласно законодательству Российской империи, ведение метрических записей о рождении, браке и смерти было предоставлено духовенству.
В 1908 г. Священный Синод дал дозволение на венчание во втором браке по православному обряду, и супруги Поплавские в 1909 г были венчаны в церкви «Иконы Владимирской Божий матери», в придворных слободах ст. г. Санкт-Петербурга. В сложившейся в России после 1905 г. предреволюционной ситуации, менять сыну православную фамилию матери — (Фролов) не стали, что давало преференции для дальнейшей карьеры и бизнеса в православной Российской империи, а после 1917 г. остерегались репрессий из-за дворянского происхождения.
В 1918 г. вступил в силу принятый Советом народных комиссаров «Декре́т об отделе́нии це́ркви от госуда́рства», который устанавливал светский характер государственной власти в новой советской России, провозглашал свободу совести и вероисповедания, лишал религиозные организации каких-либо прав собственности и прав юридического лица.
После революционных событий 1917 года и смены государственного строя был издан ВЦИК и СНК от 23 (10) ноября 1917 г. Декрет об уничтожении сословий и гражданских чинов, который отменил подданство и установил общее для всех категорий населения России наименование «граждане Российской Республики».

## Адреса
- Санкт — Петербург, Невский пр. 57[2][3]
- Санкт-Петербург, ул. Николаевская 76[4][5] (в 1918 г. переименована в ул. Марата)

## Архивные источники
- Гербовой отдел Правительствующего Сената за реестром Диплом № 291/VI // ЦГИА (СПб.), ф.1343, оп. 9, д. 1373;
- Метрическая выпись о рождение и крещение Иосифа Поплавского в Иркутской римско-католической церкви под № 29 за 1865 г.// ЦГИА СПб ф. 1284, оп. 51, д. 130, л. 14 и об.;
- Поплавский Иосиф Иванович — личное дело служащего столичного мирового округа, ЦГИА СПб Фонд 520 Опись 1. Дело 2327;
- ПЕТРОГРАДСКИЙ СТОЛИЧНЫЙ СЪЕЗД МИРОВЫХ СУДЕЙ И СТОЛИЧНЫЕ УЧАСТКОВЫЕ МИРОВЫЕ СУДЬИ. (ПЕТРОГРАД. 1866—1917) — Поплавский Иосиф Иванович - ЦГИА СПб, Фонд 14 Опись 3 Дело 25462;
- Отпускное Удостоверение КОМИТЕТА служащих КВЖД № 1011 от 05.08.1918 по циркулярной телеграмме Комиссара Петроградского Округа Путей Сообщения от 18.06.1918 за № 817/С;